# Jurbork
Jurbork (lit. Jurbarkas wymowaⓘ, niem. Georgenburg, jid. יורבורג) – miasto na Litwie, położone w okręgu tauroskim, na historycznej Żmudzi, usytuowane na prawym brzegu rzeki Niemen. Znany był też pod nazwami Jurborg i Jurburg.
Miasto królewskie lokowane w 1540 roku przez Bonę Sforzę, położone było w Księstwie Żmudzkim.
W mieście rozwinął się przemysł materiałów budowlanych, spożywczy oraz stoczniowy.

## Historia
Pierwsze dokumenty, które są wiązane z tym miejscem pochodzą z 1259 r. i odnoszą się do budowy krzyżackiego zamku określonego jako burc Karschowen, jednak część historyków neguje możliwość powstania tak wcześnie zakonnej warowni. W 1343 roku Krzyżacy zbudowali tu drewniany zamek nad Niemnem nazywany Georgenburg lub Jurgenborg. Zamek wzniesiono około 3 km na zachód od obecnego miasta, na wzgórzu zwanym obecnie Bišpilukai, natomiast Żmudzini zbudowali zamek na wzgórzu Bišpilis (Višpilis, Viešpilis) przy rzece Imstra (Imsrė). Zamek krzyżacki w 1382 roku bez powodzenia atakował Kiejstut. W 1384 roku został opanowany podstępem przez Witolda i spalony, lecz w 1388 roku odbudowany przez Krzyżaków i wzmocniony murem. W 1403 roku został zdobyty przez księcia Witolda i zniszczony. Rejon Jurburga na podstawie traktatu melneńskiego z 1422 r. został włączony do Wielkiego Księstwa Litewskiego, a Jurborg stał się miastem przygranicznym z komorą celną przy granicy z Księstwem Pruskim.
Około 1570 r. proboszczem w Jurborku naznaczony został Maciej Stryjkowski (1547–1593), polski historyk, pisarz, poeta, autor Kroniki Polskiej, Litewskiej, Żmudzkiej i wszystkiej Rusi wydanej w języku polskim w Królewcu w 1582 r., uważanej za pierwszą drukowaną książkę na temat historii Litwy.
Jurborg otrzymał od króla Zygmunta III Wazy lokację na prawie magdeburskim w 1611 r.

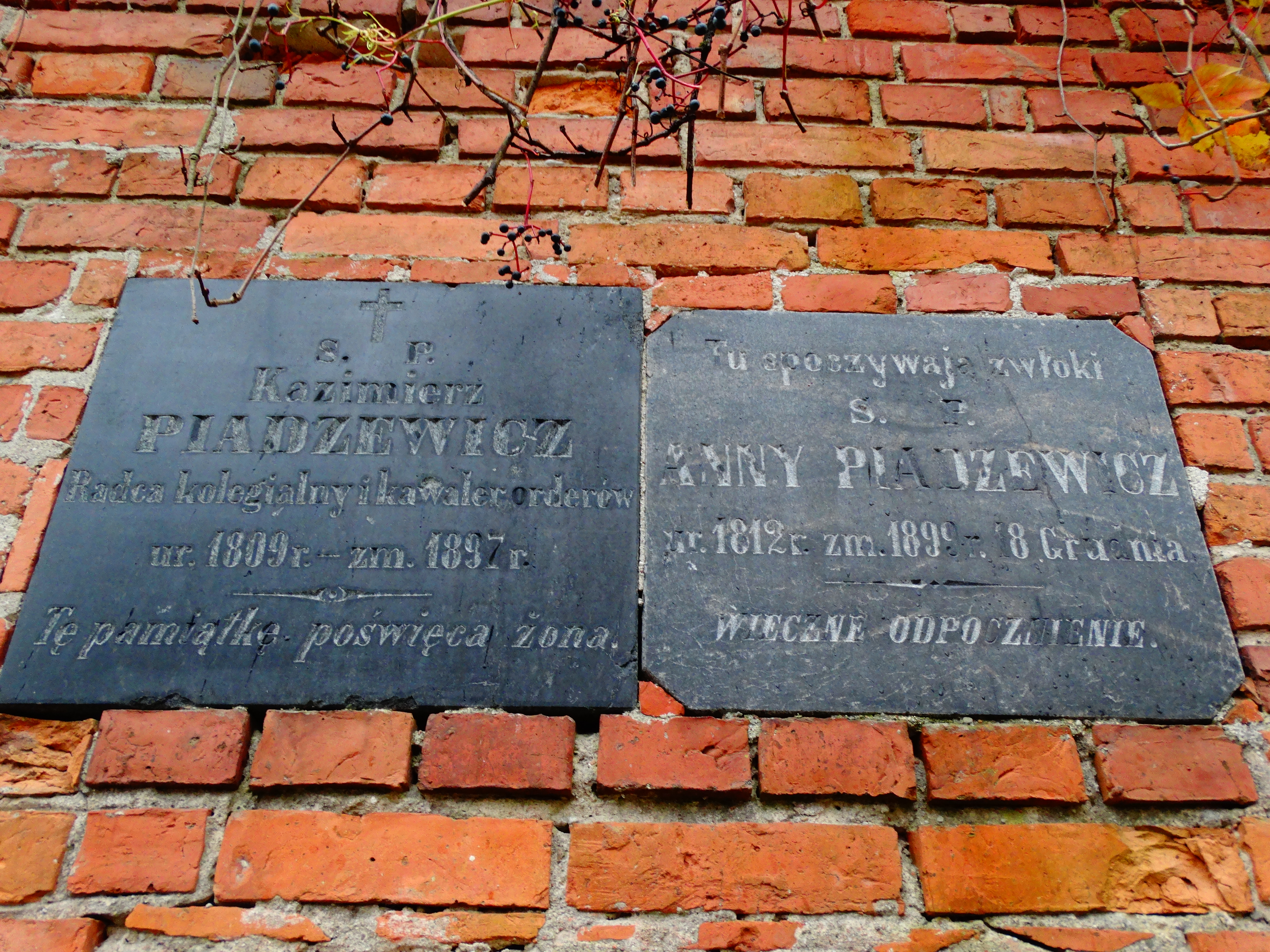
Polskie tablice na XIX-wiecznej kaplicy Piadzewiczów

W 1795 r. po III rozbiorze Polski Jurborg znalazł się w granicach Imperium Rosyjskiego i został włączony do guberni kowieńskiej (1795–1915). Jurbork dostał się w ręce faworyta Katarzyny Wielkiej, Płatona Zubowa, który sprzedał ten majątek rządowi carskiemu w 1840 r. W 1846 r. car Mikołaj I podarował dobra jurorskie księciu Wasilczykowowi. W 1909 r. majorat ks. Wasilczykowych był określany jako dobra o wysokiej kulturze rolniczo-przemysłowej. Rozwój miasta uzależniony od transportu rzecznego w XIX w. został zahamowany w związku z wprowadzeniem połączeń kolejowych.
W 1831 r.w czasie powstania listopadowego Jurborg przejściowo był zajęty przez wojska polskie. Jurborg ze względu na swoje położenie, często był nawiedzany przez powodzie, szczególnie dotkliwą powódź odnotowano w 1862 r.
W 1905 r. w wyniku pożaru spłonęło 120 domów.
Jurborg od wieków był miastem wielonarodowym. W XVII wieku ulokowana tam ludność żydowska zajmowała się pobieraniem podatków dla skarbu litewskiego. Pierwsze wzmianki o Żydach w Jurborku pochodzą z 1593 r. W 1650 r. w Jurborku było tylko 7 domów żydowskich. W 1766 r. w Jurburgu mieszkało 2333 Żydów. W 1790 r. istniał tam cmentarz żydowski i drewniana synagoga, jedna z najstarszych w tym rejonie. W 1843 r. car Mikołaj I nakazał Żydom mieszkającym w strefie 50 km od granicy zachodniej Imperium Rosyjskiego, żeby przenieśli się dalej na wschód. Jurbork był jednym z 19 miast, które nie wykonał tego polecenia.
W 1909 r. w Jurborku były m.in. stacja telegraficzna, przystań i stacja obserwacyjna na Niemnie, komora celna i apteka. W tym czasie wzniesiono nowy, murowany kościół pod wezwaniem Św. Trójcy. W XIX w. w Jurborku wzniesiono również murowaną cerkiew. W 1880 r. rozważano projekt utworzenia w Jurborku stałego portu rzecznego dla ułatwienia spływu materiałów leśnych. Przed 1914 r. w Jurborku stacjonował duży garnizon wojsk rosyjskich.

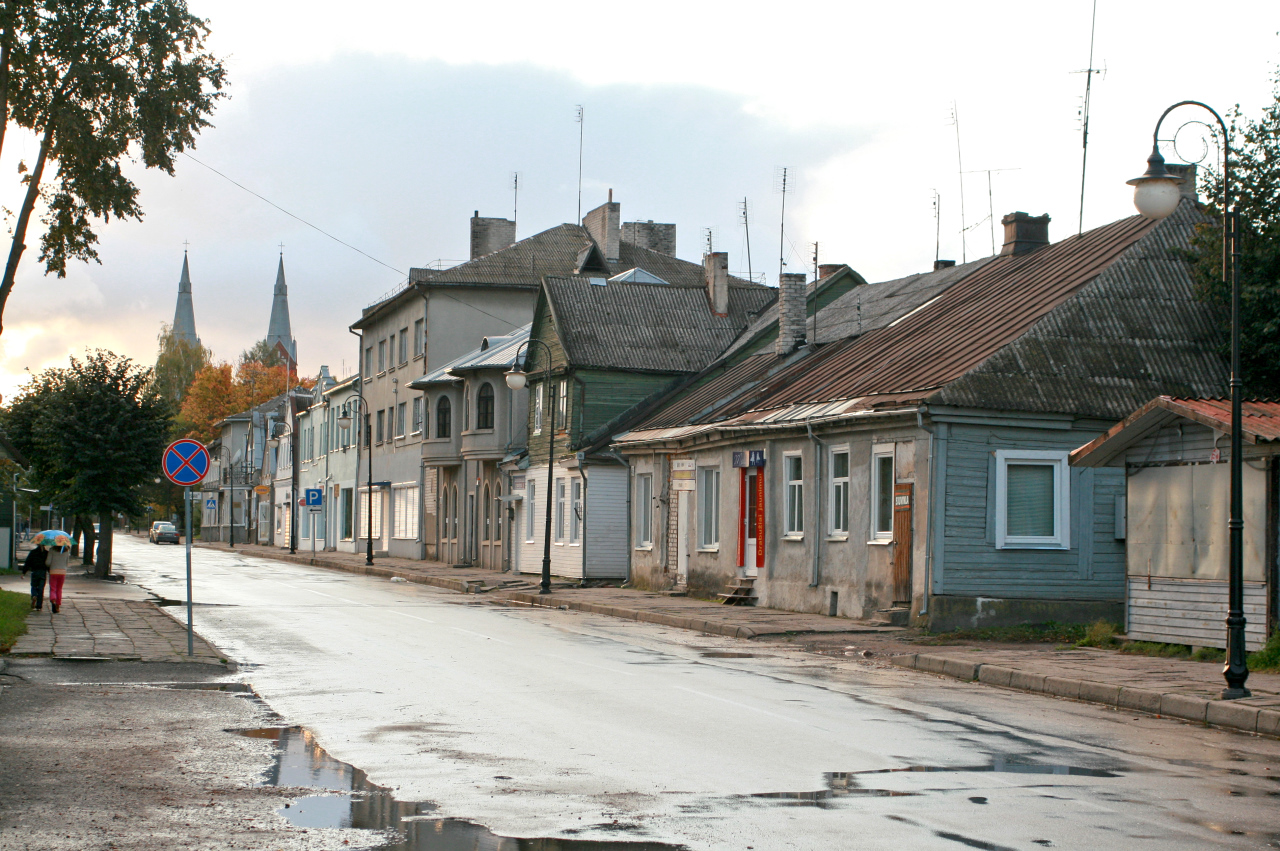
Ulica Kowieńska (Kauno gatve) współcześnie

Po I wojnie światowej Jurbork znalazł się w granicach rejonu rasieńskiego. Ludność miasta spadła z 7391 osób w 1897 r. do 4409 w 1923 r. W tym czasie ludność żydowska Jurburga wzrosła z 1887 do 2350 osób. W 1931 r. Żydzi w Jurborku posiadali 69 spośród 75 zarejestrowanych przedsiębiorstw handlowych i 18 z 19 zakładów przemysłu lekkiego.
W 1940 r. Jurbork znalazł się w granicach ZSRR. Po zajęciu Jurborga przez Niemców ludność żydowska była systematycznie mordowana: 3 lipca 1941 r. na cmentarzu żydowskim oddziały niemieckie i litewska policja rozstrzelały 322 Żydów, 27 lipca 1941 r. 45 Żydów zamordowano w drodze do Rosień, 1 sierpnia 1941 r. 105 kobiet żydowskich zamordowano przy drodze do Rosień, 7 września 1941 r. 520 Żydów poprowadzono do Smolnik, gdzie większość została rozstrzelana. W połowie września 50 pozostałych w mieście Żydów zamordowano. Przeżyło tylko kilka osób, które zostały ukryte przez miejscową ludność. Reszta była wywieziona do getta w Kownie.
Po rozpadzie ZSRR w granicach niepodległej Litwy.

## Zabytki
- Kościół św. Trójcy(inne języki) w stylu neogotyckim
- Kaplica grobowa rodziny Piadzewiczów(inne języki) na cmentarzu
- Dwór w Jurborku(inne języki)

## Urodzeni w Jurborku
W Jurborku w 1797 urodził się Józef Zaliwski – polski działacz niepodległościowy, pułkownik armii Królestwa Polskiego, a w 1867 Jan Czeraszkiewicz – polski adwokat, nauczyciel, ważna postać w dziejach Łodzi i regionu łódzkiego, dyrektor jednej z najstarszych łódzkich szkół średnich – I Liceum Ogólnokształcącego im. Mikołaja Kopernika w Łodzi.

## Miasta partnerskie
- Laakdal
- Bogense
- Ryn
- Crailsheim
- Berlin – Lichtenberg
- Nieman